# Norroy-lès-Pont-à-Mousson
Norroy-lès-Pont-à-Mousson – miejscowość i gmina we Francji, w regionie Grand Est, w departamencie Meurthe i Mozela.
Według danych na rok 1990 gminę zamieszkiwało 1027 osób, a gęstość zaludnienia wynosiła 174 osób/km² (wśród 2335 gmin Lotaryngii Norroy-lès-Pont-à-Mousson plasuje się na 363. miejscu pod względem liczby ludności, natomiast pod względem powierzchni na miejscu 930.).